# Petru Simon Cristofini
Petru Simon Cristofini (Calenzana, 26 maggio 1903 – Hussein Dey, 3 maggio 1944) è stato un militare francese, esponente dell'irredentismo italiano in Corsica.

## Biografia
Figlio di un maestro di Santa Reparata di Moriani, intraprese la carriera militare e raggiunse il grado di tenente colonnello dell'esercito coloniale francese.
Il 30 ottobre 1928 sposò Marta Renucci, importante figura del giornalismo corso, da cui non ebbe figli.
Nel 1939 era di stanza a Beirut (Libano) come capitano del 3º reggimento dei Tiratori Algerini. Sostenitore del maresciallo Pétain, fu arruolato nella Légion des volontaires francais contre le bolchévisme destinata a combattere sul fronte russo. Sopravvenuto lo sbarco statunitense nell'Algeria francese, si trasferì allora in Tunisia dove con il grado di tenente colonnello, lavorò alla creazione di un battaglione di volontari, denominato Phalange africaine, a difesa delle colonie della Francia di Vichy. Ferito il 23 gennaio 1943, dall'esplosione di una granata anticarro a un occhio fu fatto rientrare in Corsica, ma ottenne di passare prima da Roma dove fu ricevuto da Mussolini.
Tornato sull'isola, nel frattempo la Corsica era stata occupata dalle truppe italiane e Cristofini si schierò con gli irredentisti filo-italiani. Da capo della guarnigione francese di Ajaccio favorì il tentativo di integrazione della Corsica nel Regno d'Italia, promuovendo l'irredentismo di Petru Giovacchini e altri. Inoltre aiutò le truppe italiane nel reprimere la nascente resistenza francese durante l'estate 1943.
Subito dopo l'armistizio dell'8 settembre 1943 fu arrestato, insieme alla moglie, a Isola Rossa dai partigiani con l'accusa di aver fornito informazioni sulla resistenza francese. Il Comando italiano, che nel frattempo si era schierato con la Francia, non inserì Cristofini nell'elenco delle persone cui concedere il salvacondotto che avrebbe permesso di espatriare in Italia.
Cristofini fu portato in Algeria, venne condannato a morte per tradimento dal Tribunale militare di Algeri. Alla lettura della sentenza Cristofini si gettò dalla finestra che era al quarto piano dell'edificio tentando il suicidio. Moribondo, fu ugualmente fucilato a Hussein Dey, poco lontano da Algeri.